# Trichomorpha reducta
Trichomorpha reducta är en mångfotingart som beskrevs av Carl 1914. Trichomorpha reducta ingår i släktet Trichomorpha och familjen Chelodesmidae. Inga underarter finns listade i Catalogue of Life.